# Federazione pallavolistica del Liechtenstein
La Federazione liechtensteinese di pallavolo (deu. Liechtensteiner Volleyball-Verband, LVBV) è un'organizzazione fondata per governare la pratica della pallavolo in Liechtenstein.
Organizza il campionato maschile e femminile, e pone sotto la propria egida la nazionale maschile e femminile.
Ha aderito alla FIVB nel 1978.